# 小行星3277
小行星3277（3277 Aaronson）是一颗绕太阳运转的小行星，为主小行星带小行星。该小行星于1984年1月8日发现。
該小行星以美國天文學家馬克·阿倫森命名。

## 轨道参数
小行星3277的轨道半长轴为3.1366612 UA，离心率为0.2735021。